# Kent Invicta Football League 2015–16
Kent Invicta Football League 2015–16 là mùa giải thứ 5 và cuối cùng trong lịch sử Kent Invicta Football League, một giải đấu bóng đá ở Anh. Cuối mùa giải, giải đấu hợp nhất với Southern Counties East League và trở thành hạng đấu thấp hơn của giải đấu hợp nhất.

## Kent Invicta League
Giải đấu bao gồm 20 đội bóng sau khi Hollands & Blair được thăng hạng Southern Counties East League và có thêm 5 đội bóng gia nhập giải đấu:
- AC London – được chọn vào Hệ thống giải bóng đá lần đầu tiên
- APM Contrast – thăng hạng từ Kent County League Premier Division
- F.C. Elmstead – được lựa chọn từ Kent County League Division Two West
- Forest Hill Park – được lựa chọn từ Kent County League Division One West
- Phoenix Sports Dự bị – được lựa chọn từ Kent County League Division Two West

### Bảng xếp hạng
| XH | Đội                  | Tr | T  | H  | T  | BT  | BB  | HS  | Đ    | Lên hay xuống hạng                     |
| -- | -------------------- | -- | -- | -- | -- | --- | --- | --- | ---- | -------------------------------------- |
| 1  | Bearsted (C) (P)     | 38 | 29 | 4  | 5  | 91  | 33  | +58 | 91   | Lên chơi tạiSCEFL Premier Division     |
| 2  | Sheppey United (P)   | 38 | 27 | 6  | 5  | 107 | 36  | +71 | 87   | Lên chơi tạiSCEFL Premier Division     |
| 3  | Glebe                | 38 | 26 | 4  | 8  | 107 | 45  | +62 | 82   | Đủ điều kiện tham dựSCEFL Division One |
| 4  | Sutton Athletic      | 38 | 25 | 4  | 9  | 114 | 53  | +61 | 79   | Đủ điều kiện tham dựSCEFL Division One |
| 5  | Bridon Ropes         | 38 | 21 | 7  | 10 | 73  | 49  | +24 | 70   | Đủ điều kiện tham dựSCEFL Division One |
| 6  | APM Contrast         | 38 | 20 | 9  | 9  | 86  | 44  | +42 | 69   | Đủ điều kiện tham dựSCEFL Division One |
| 7  | Gravesham Borough    | 38 | 21 | 5  | 12 | 118 | 66  | +52 | 68   | Đủ điều kiện tham dựSCEFL Division One |
| 8  | Lydd Town            | 38 | 21 | 5  | 12 | 90  | 48  | +42 | 68   | Đủ điều kiện tham dựSCEFL Division One |
| 9  | Seven Acre & Sidcup  | 38 | 20 | 5  | 13 | 91  | 72  | +19 | 65   | Đủ điều kiện tham dựSCEFL Division One |
| 10 | AC London            | 38 | 15 | 12 | 11 | 77  | 59  | +18 | 051a | Chuyển đến CCL Division One            |
| 11 | FC Elmstead          | 38 | 14 | 8  | 16 | 73  | 74  | −1  | 50   | Đủ điều kiện tham dựSCEFL Division One |
| 12 | Meridian VP          | 38 | 14 | 7  | 17 | 71  | 92  | −21 | 49   | Đủ điều kiện tham dựSCEFL Division One |
| 13 | Forest Hill Park     | 38 | 13 | 7  | 18 | 46  | 69  | −23 | 46   | Đủ điều kiện tham dựSCEFL Division One |
| 14 | Phoenix Sports Dự bị | 38 | 12 | 5  | 21 | 46  | 80  | −34 | 41   | Đủ điều kiện tham dựSCEFL Division One |
| 15 | Crockenhill          | 38 | 11 | 7  | 20 | 57  | 90  | −33 | 40   | Đủ điều kiện tham dựSCEFL Division One |
| 16 | Orpington            | 38 | 10 | 6  | 22 | 44  | 68  | −24 | 36   | Đủ điều kiện tham dựSCEFL Division One |
| 17 | Kent Football United | 38 | 6  | 6  | 26 | 47  | 119 | −72 | 24   | Đủ điều kiện tham dựSCEFL Division One |
| 18 | Eltham Palace        | 38 | 6  | 3  | 29 | 36  | 132 | −96 | 21   | Đủ điều kiện tham dựSCEFL Division One |
| 19 | Rusthall             | 38 | 4  | 8  | 26 | 40  | 97  | −57 | 20   | Đủ điều kiện tham dựSCEFL Division One |
| 20 | Lewisham Borough     | 38 | 2  | 8  | 28 | 29  | 117 | −88 | 14   | Đủ điều kiện tham dựSCEFL Division One |

Cập nhật đến ngày 6 tháng 5 năm 2016
Nguồn: Kent Invicta League
a AC London bị trừ 6 điểm vì phạm luật.
Quy tắc xếp hạng: 1. Điểm; 2. Hiệu số bàn thắng; 3. Số bàn thắng.
(VĐ) = Vô địch; (XH) = Xuống hạng; (LH) = Lên hạng; (O) = Thắng trận Play-off; (A) = Lọt vào vòng sau. 
Chỉ được áp dụng khi mùa giải chưa kết thúc: 
(Q) = Lọt vào vòng đấu cụ thể của giải đấu đã nêu; (TQ) = Giành vé dự giải đấu, nhưng chưa tới vòng đấu đã nêu.